# За зелёной дверью
«За зелёной дверью» (англ. Behind the Green Door) — американский порнофильм 1972 года, одна из «классических» лент эпохи «порношика», первый в истории США порнофильм, показанный на широком экране по всей стране. Картина снята по рассказу неизвестного автора.

## Сюжет
В придорожном кафе водитель-дальнобойщик Барри Кларк рассказывает об удивительном приключении, случившимся с ним недавно.
Молодую красивую девушку Глорию похищают двое мужчин, которые заставляют выступать её на сцене «секс-театра» Сан-Франциско. Ей приходится заниматься разными видами секса (гомосексуальным, групповым, «на лицо» и др.) перед публикой, чьи лица закрыты масками. Достигнув апогея возбуждения, зрители также начинают заниматься сексом друг с другом, в этот момент рассказчик истории выбегает на сцену, хватает Глорию и убегает с ней прочь через заднюю дверь зелёного цвета. Глория и её спаситель занимаются любовью вдвоём.

## В ролях
Главную героиню ленты Глорию играет Мэрилин Чэмберс. Двух бандитов, похищающих Глорию, сыграли режиссёры фильма — братья Митчелл. Впервые на экране в этой картине появился (в роли студента-африканца) в будущем довольно известный порноактёр Джонни Кийес (1940—2018). Все остальные актёры — непрофессионалы, неизвестные широкой общественности.

## О фильме
Несмотря на порнографический жанр, фильм был показан на Каннском кинофестивале. Лента заняла четвёртое место по сборам среди фильмов 1972 года: на родине она собрала более одного миллиона долларов, а в мире, с учётом релизов на видео, 25—50 миллионов долларов. Права на этот фильм пытались незаконным образом вытребовать себе преступные элементы.
Фильм принёс огромный успех исполнительнице главной роли — Мэрилин Чамберс, которая уже была широко известна американцам по рекламе мыла «Айвори». Там она изображала мать, держащую на руках ребёнка — этот образ так резко контрастировал с тем, что было ею представлено в ленте, что владелец бренда, Procter & Gamble, немедленно заменил всю рекламу с Мэрилин на другую.
В 1985 году «За зелёной дверью» был помещён в Зал славы XRCO, вторым после «Глубокой глотки».
В 1986 году братья Митчелл сняли продолжение фильма «За зелёной дверью: Продолжение». Особенность этой ленты была в том, что все персонажи открыто использовали «средства защиты»: презервативы, одноразовые медицинские перчатки и т. д., что было связано со страхом перед пандемией СПИДа. Картина провалилась в прокате, нанеся убыток братьям в несколько сотен тысяч долларов.

## Цензура
Фильм был запрещён к показу в округе Саффолк (штат Нью-Йорк), а также в Техасе (1974—1982), в Колорадо (1975), в Джорджии (1976) и в Калифорнии (1979).

## Влияние на культуру
- Джеки Чан в ленте «Гонки „Пушечное ядро“» смотрит этот фильм в автомобиле, что едва не приводит к аварии.
- В фильме «Порнушка[англ.]» актёры, играющие братьев Митчеллов, рассказывают о создании «За зелёной дверью».
- В фильме «Мир секса» одна из отдыхающих курорта «Мир секса» признаётся своему личному консультанту, что ей нравится актёр Джонни Кийес[англ.] из «За зелёной дверью». Очень скоро её желание осуществляется: Кийес (на самом деле это андроид) входит в её комнату и пара занимается разнообразным сексом.
- Фильм упоминается в первых строках песни «Hooks in You» (альбом No Prayer for the Dying) группы Iron Maiden.
- Фильм упомянут в сериале «Блудливая Калифорния» (3 сезон, 7 серия).